# Virbia schadei
Virbia schadei là một loài bướm đêm thuộc phân họ Arctiinae, họ Erebidae.